# Zemamra
 (avril 2016).
Si vous disposez d'ouvrages ou d'articles de référence ou si vous connaissez des sites web de qualité traitant du thème abordé ici, merci de compléter l'article en donnant les références utiles à sa vérifiabilité et en les liant à la section « Notes et références ».
Zemamra ou Khmiss de Zemamra est une ville marocaine. Zemamra est située sur la route nationale RN1 qui relie les villes d'El Jadida et Safi, à 80 km au Sud Est d'El Jadida. Elle possède également à une économie riche basée sur l'agriculture et la fabrication de carrosserie des camions. Dans cette dernière, elle est la première au Maroc.
Depuis 2010, Zemamra est affiliée à la province de Sidi Bennour. La ville constitue un centre urbain pour les communes avoisinantes de Laghnadra, Ouled, Sbaita, Sania, Berreguig, Gharbia, Oualidia.
La ville abrite le club de football de la Renaissance Club Athletic Zemamra, qui évolue désormais en Botola Pro.

## Climat
La ville est située dans une zone à climat modéré très doux. Les principales données climatiques sont :
- Unité : Moyenne Minimum Maximum
- Température : °C 24 16 40
- Humidité % : 16 10 24
- Précipitations : mm 300 140 450
- Vitesse de vent : km/h 20 4 35
- Direction des vents dominants : O/E Est Ouest
- Ensoleillement j/an : 290 240 320

## Géographie
Elle s'étend sur 530 ha environ au centre de la zone d'irrigation des Doukkala et possède une faible altitude.
Équipements & services : d'une population de 12 000 habitants, la municipalité de Zemamra (créé le 30 juin 1992) dispose des principaux services administratifs :
Pachalik, Tribunal (en cours de construction), Protection civil, Perception, Bureau de Poste, Gendarmerie Royale, Surêté nationale, deux lycées, trois collèges, cinq écoles primaires, deux crèches, trois mosquées, une bibliothèque, un centre culturel (en cours de construction), et deux maisons de bienfaisance.
On y trouve aussi un marché de gros de légumes, deux abattoirs (ovins et bovins), sept stations services, sept bains maures, dix fours à pains, quatre agences bancaires, vignt pharmacies,un bim et un important souk hebdomadaire.
La ville est située sur une route nationale où les moyens de transport sont très développés : 200 fiacres, 20 autocars, 100 camions de transport de marchandises, 100 pick-up, etc.
La municipalité dispose d'un réseau de voirie assez développé et d'un réseau d'assainissement de 25 000 ml et de moyens matériel suffisants pour la collection et l'évacuation des ordures ménagères. Toutefois il reste à aménager une station de traitement des eaux usées. Le service de l'eau potable (taux de branchement de 80 %) est géré par la Régie Autonome de Distribution d'Eau et d'Électricité d'El Jadida. Quant à l'électricité (taux de branchement de 90 %), elle est gérée par l'Office National de l'Électricité à l'exception de l'éclairage public qui est pris en charge par la Municipalité.